# Joachim Friedrich Benkendorf
Joachim Friedrich Benkendorf (ur. 1648 w Gdańsku, zm. 27 stycznia 1705 w Gdańsku) - dyplomata brandenburski.
Syn Joachima Christoffera Benkendorfa (1605-1652), agenta Brandenburgii w Gdańsku, i Marii van Duschelen. Funkcję tę agenta Brandenburgii w Gdańsku (1671-1678), objął również Joachim Friedrich.